# Bytomsko
Bytomsko est une localité polonaise de la gmina de Żegocina, située dans le powiat de Bochnia en voïvodie de Petite-Pologne.